# 石川康宏
石川 康宏（いしかわ やすひろ、1957年3月28日 - ）は、日本の経済学者、マルクス主義者、社会運動家、神戸女学院大学元文学部教授、名誉教授。

## 来歴
北海道生まれ。1986年立命館大学二部経済学部卒。在学中は自治会委員長。京都大学大学院経済学研究科後期博士課程単位取得退学。1995年神戸女学院大学文学部専任講師、助教授、教授、名誉教授。平和・民主・革新の日本をめざす全国の会代表世話人。

## 著書
- 『現代を探究する経済学「構造改革」、ジェンダー』新日本出版社 2004
- 『いまこそ、憲法どおりの日本をつくろう! 政治を変えるのは、あなたです。』日本機関紙出版センター 2007
- 『覇権なき世界を求めて アジア、憲法、「慰安婦」』新日本出版社 2008
- 『人間の復興か、資本の論理か3・11後の日本』自治体研究社 2011
- 『マルクスのかじり方』新日本出版社 2011
- 『橋下「日本維新の会」がやりたいこと 何のための国政進出?』新日本出版社 2012
- 『「おこぼれ経済」という神話』新日本出版社 2014

### 共編著
- 『軍事大国化と「構造改革」』山田敬男、牧野広義共著、学習の友社 2004
- 『ハルモニからの宿題 日本軍「慰安婦」問題を考える』石川康宏ゼミナール編著、冬弓舎、神戸女学院大学総文叢書 2005
- 『「慰安婦」と出会った女子大生たち』神戸女学院大学石川康宏ゼミナール編著、新日本出版社 2006
- 『「慰安婦」と心はひとつ女子大生はたたかう』神戸女学院大学石川康宏ゼミナール編著、かもがわ出版 2007
- 『女子大生と学ぼう「慰安婦」問題』神戸女学院大学石川康宏ゼミナール編著、日本機関紙出版センター 2008
- 『輝いてはたらきたいアナタへ 彼女たちの様々なドラマ』石川康宏ゼミナール編著、冬弓舎 2009
- 『若者よ、マルクスを読もう 20歳代の模索と情熱』内田樹共著、かもがわ出版 2010　のち角川ソフィア文庫
- 『「ナヌムの家」にくらし、学んで』村山一兵、石川康宏ゼミナール、日本機関紙出版センター 2012
- 『『古典教室』全3巻を語る』不破哲三、山口富男共著 新日本出版社 2014
- 『女子大生原発被災地ふくしまを行く』神戸女学院大学石川康宏ゼミナール編著、かもがわ出版 2014
- 『女子大生のゲンパツ勉強会』神戸女学院大学石川康宏ゼミナール、新日本出版社 2014
- 『若者よ、マルクスを読もう 2（蘇るマルクス）』内田樹共著、かもがわ出版 2014
- 『マルクスの心を聴く旅　若者よ、マルクスを読もう（番外編）』内田樹、池田香代子共著、かもがわ出版 2016
- 『若者よ、マルクスを読もう3（アメリカとマルクスー生誕200年に）』内田樹共著、かもがわ出版 2018